# IC 1158
IC 1158 је спирална галаксија у сазвјежђу Змија која се налази на листи објеката дубоког неба у Индекс каталогу.
Деклинација објекта је + 1° 42' 27" а ректасцензија 16h 1m 34,2s. Привидна величина (магнитуда) објекта IC 1158 износи 13,1 а фотографска магнитуда 13,8. Налази се на удаљености од 30,3 милиона парсека од Сунца. IC 1158 је још познат и под ознакама UGC 10133, MCG 0-41-2, CGCG 23-8, IRAS 15590+0150, PGC 56723.